# Södertorg, Visby
Södertorg är ett torg i Visby, Gotland som ligger alldeles innanför Söderport, som länge var den viktigaste infarten till Visby för resande söderifrån.
På torget finns bland annat en springbrunn, Visby springbrunn skapad 1916 av skulptören Carl Fagerberg. Torget var ett salutorg under nästan hela 1800-talet med försäljning av bland annat halm, hö och ved.

## Historia

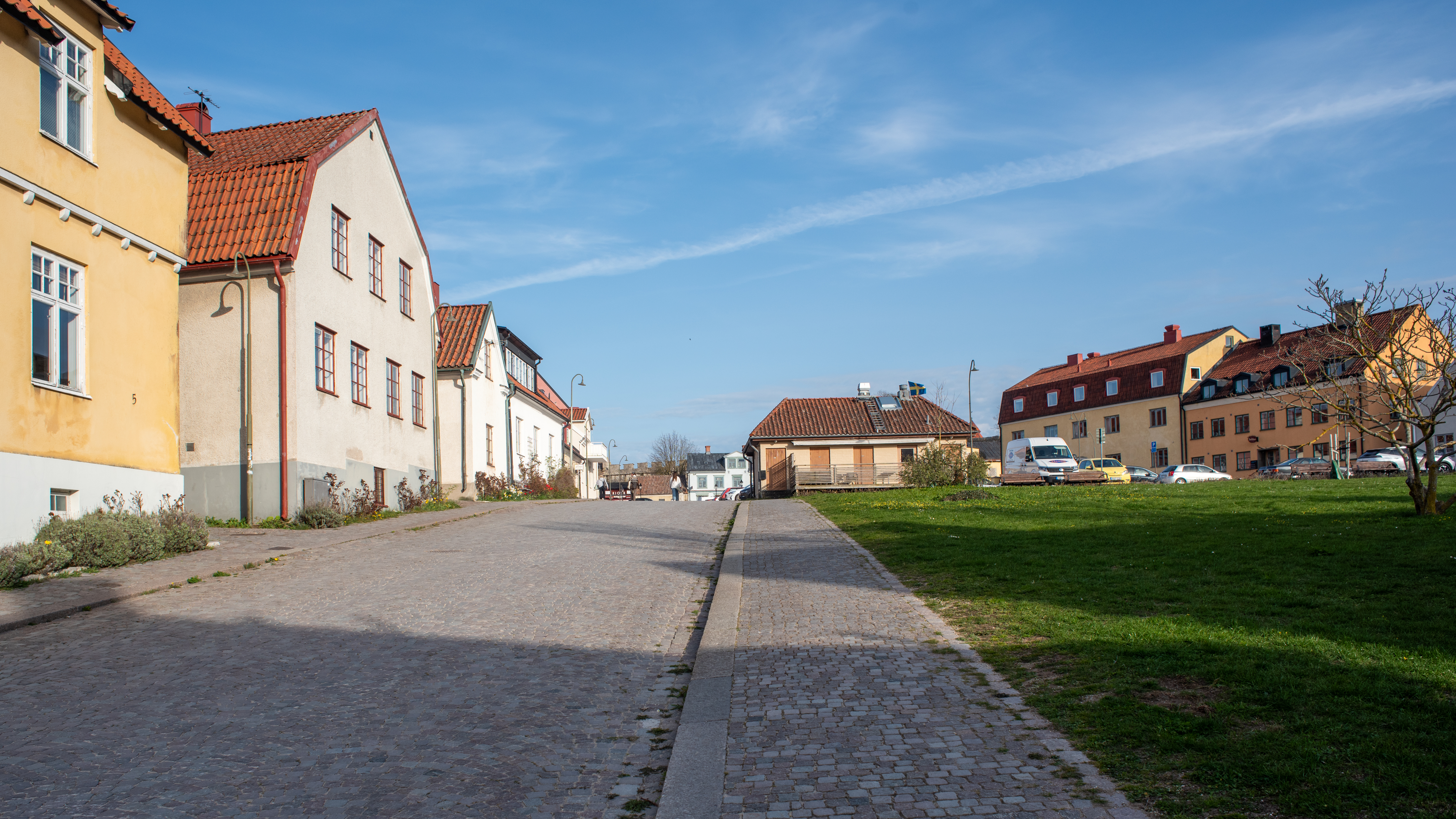
Den östra delen av torget.

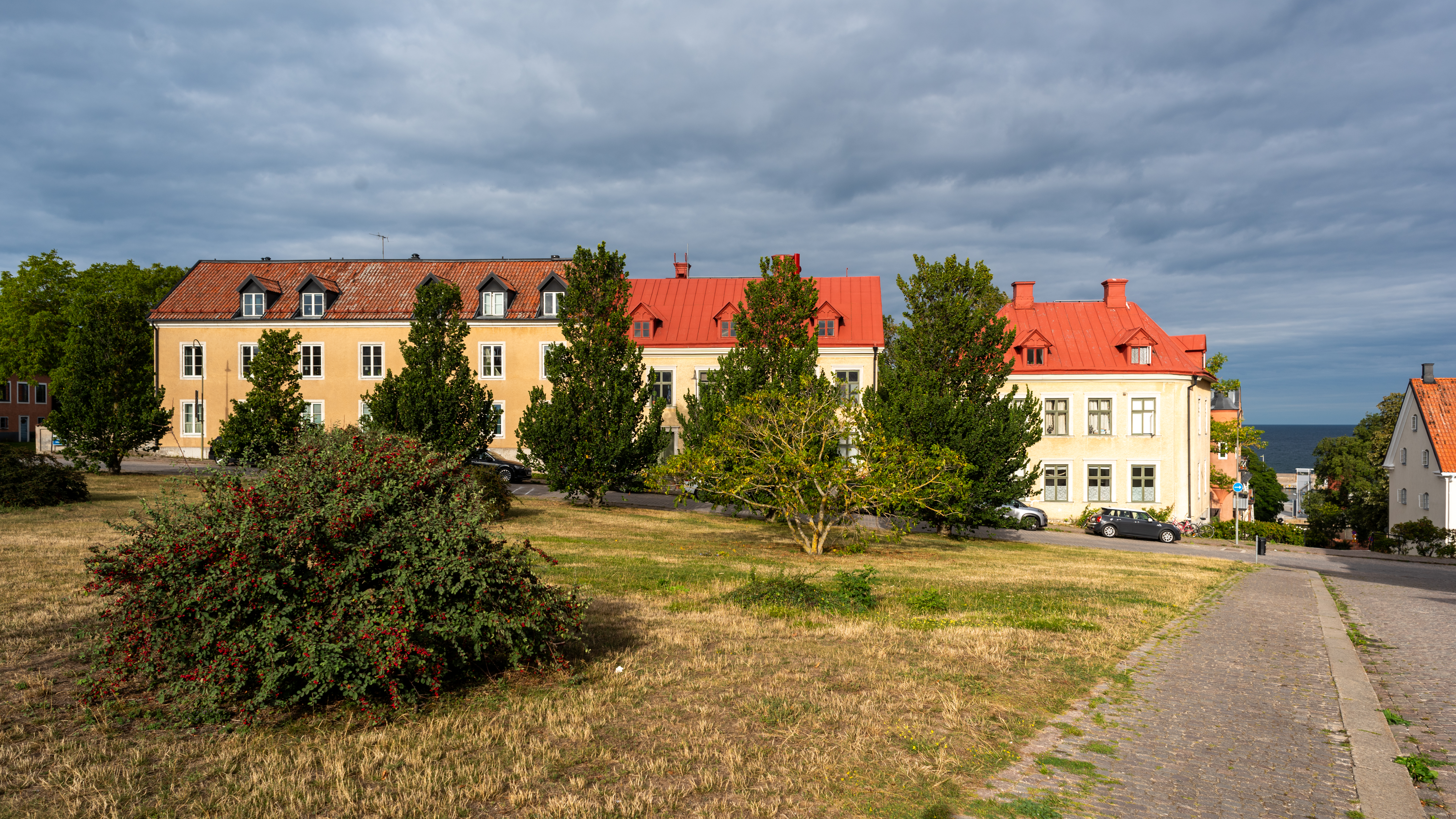
Bostadshus vid den västra sidan av Södertorg.

### Medeltiden
Den södra delen av Visby som Södertorg ligger i kallas för Söderklint, detta namn används dock inte så ofta längre. I Söderklint uppfördes en av ringmurens delar, Södermur, omkring 1285. Söderport uppfördes något senare, i samband med att ringmuren förhöjdes, åren 1300-1350. På Söderklint har man dock inte hittat någon form av bebyggelse från den här tiden, utan marken var antagligen mest jordbruksmark.

### 1600-talet
Det var först under slutet av 1600-talet som bebyggelse började uppföras i den södra delen av Söderklint. Enligt en karta från slutet av 1600-talet var nuvarande Södertorg en öppen plats med ett antal byggnader uppförda mot Södermur och Östermur. Här fanns också en väderkvarn. Att denna öppna plats förblev obebyggd och senare blev ett torg berodde antagligen på väderkvarnen som stod där. Man ville inte bygga något som kunde försämra vindtillförseln för kvarnen. Den öppna platsen var även en viktig väg från Söderport ner till hamnområdet.

### 1700-talet
Platsen för nuvarande Södertorg förblev en öppen plats, även när bebyggelse började uppföras i större skala i området kring 1750-talet. De små husen som uppförts mot muren ersattes under 1700-talet av stora trähus med gårdsrum och uthus och bebyggelse uppstod både norr och öster om den öppna platsen. Efter att militären etablerat en artillerigård i västra delen av området, kom den öppna platsen att användas som exercisfält och kom att kallas för Artilleriplan.

#### Bostadshus
Omkring 16 bostadshus fanns det, vid husklassifikationen 1785, på det blivande torget. Mot slutet av 1700-talet kom ytterligare två hus till, och idag finns 7 av de ursprungliga 18 husen kvar. Till varje bostadshus hörde ett gårdsrum med kålgård samt uthus. Uthusen rymde oftast brygghus, stall och lada.

#### Handelsgårdar
Tre av bostadshusen etablerades som handelsgårdar under 1700-talet. Det fanns bland annat en handelsgård med anor från 1600-talet. Här bedrevs bryggeriverksamhet. Just bryggeriverksamhet bedrevs även i en annan handelsgård, och utöver det även en smidesverksamhet. I den tredje handelsgården är det okänt vad handelsvaran var under 1700-talet, men under 1800-talet var det bland annat ved.

#### Artillerigården
Visby behövde ett försvar och den 20 maj 1710 befallde den dåvarande landshövdingen Anders Sparrfelt att rensa bebyggelsen mot muren, öster om det sprängda Wisborgs slott, för att ge plats åt en artillerigård. Inte förrän 1726 kom arbetet i gång med att uppföra byggnader utefter muren för artillerigårdens verksamhet. Artillerigården fanns kvar till 1887.

### 1800-talet
Under 1830-talet startade vedförsäljning på den västra delen av det blivande torget. Det såldes även mycket hö och halm. Det nuvarande namnet fick torget 1850 och på en karta från 1860 finns namnet Södra Torget angivet. Från år 1862 blev Södertorg ett allmänt salutorg och samma år byggdes även ett våghus. Torget lystes upp av en acetylendriven belysning från en stolpe mitt på torget. Detta gav ett starkt, vitt sken men ansågs vara för dyr i drift. Södertorg var under slutet av 1800-talet belagt med kullersten. 
1860 fanns det 13 hus som uppfördes på 1700-talet. Tre nya hus uppfördes den första hälften av 1800-talet, och fyra den andra hälften av seklet.

### 1900-talet

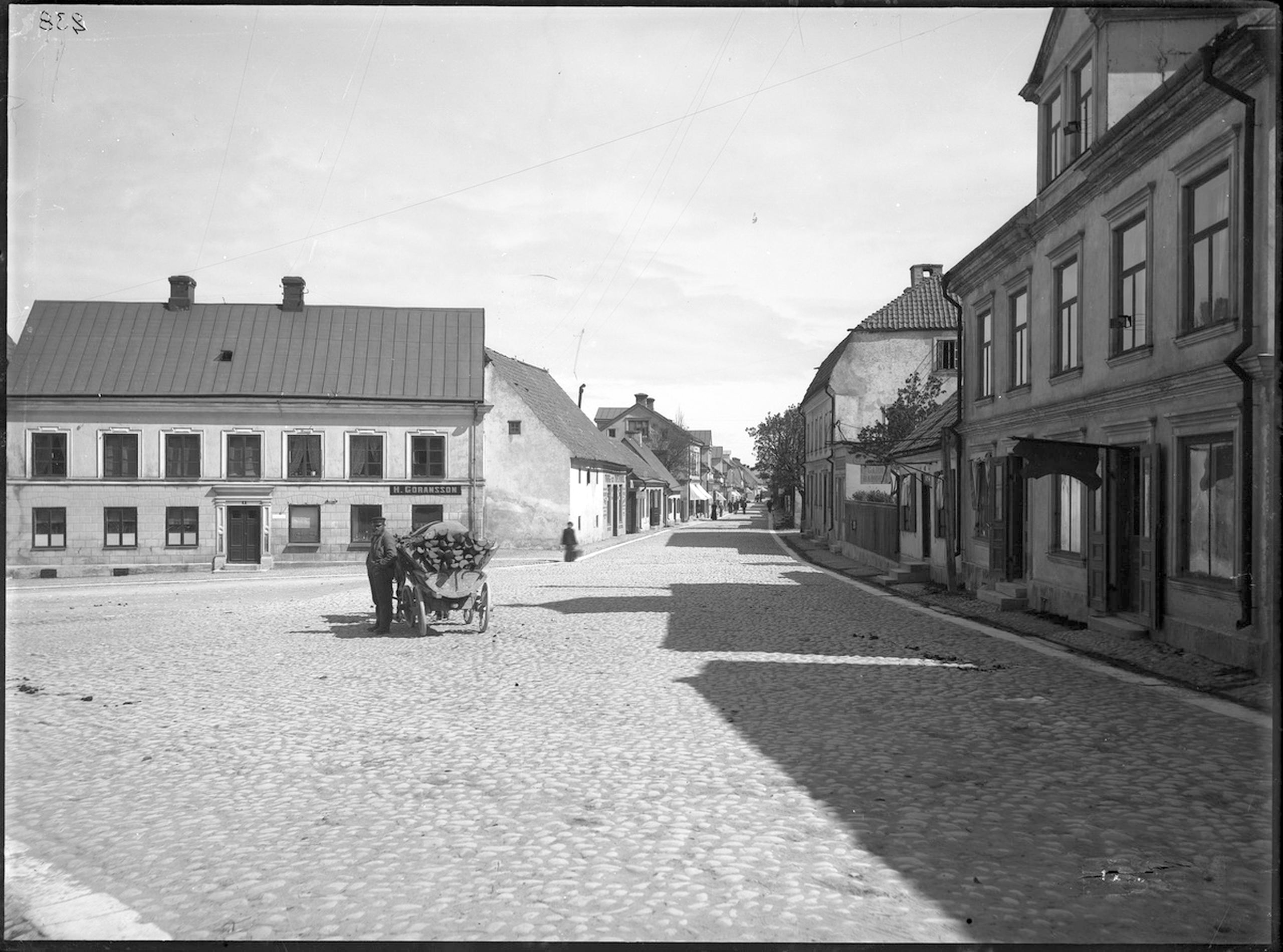
Södertorg 1910

Bebyggelsen kring Södertorg är relativt ung om man jämför med andra delar av Visby. Många av byggnaderna är uppförda under slutet av 1800-talet eller början av 1900-talet. På den norra sidan av torget etablerades en mängd olika handelsföretag, vilka sålde många varor. Under 1900-talet upphörde torghandeln och torget blev istället delvis en parkeringsplats. Torget kom också att bli en plats för musikuppvisning och andra aktiviteter. År 1953 uppfördes en byggnad för Gotlands läns landsting på Adelsgatan 17.

### 2000-talet

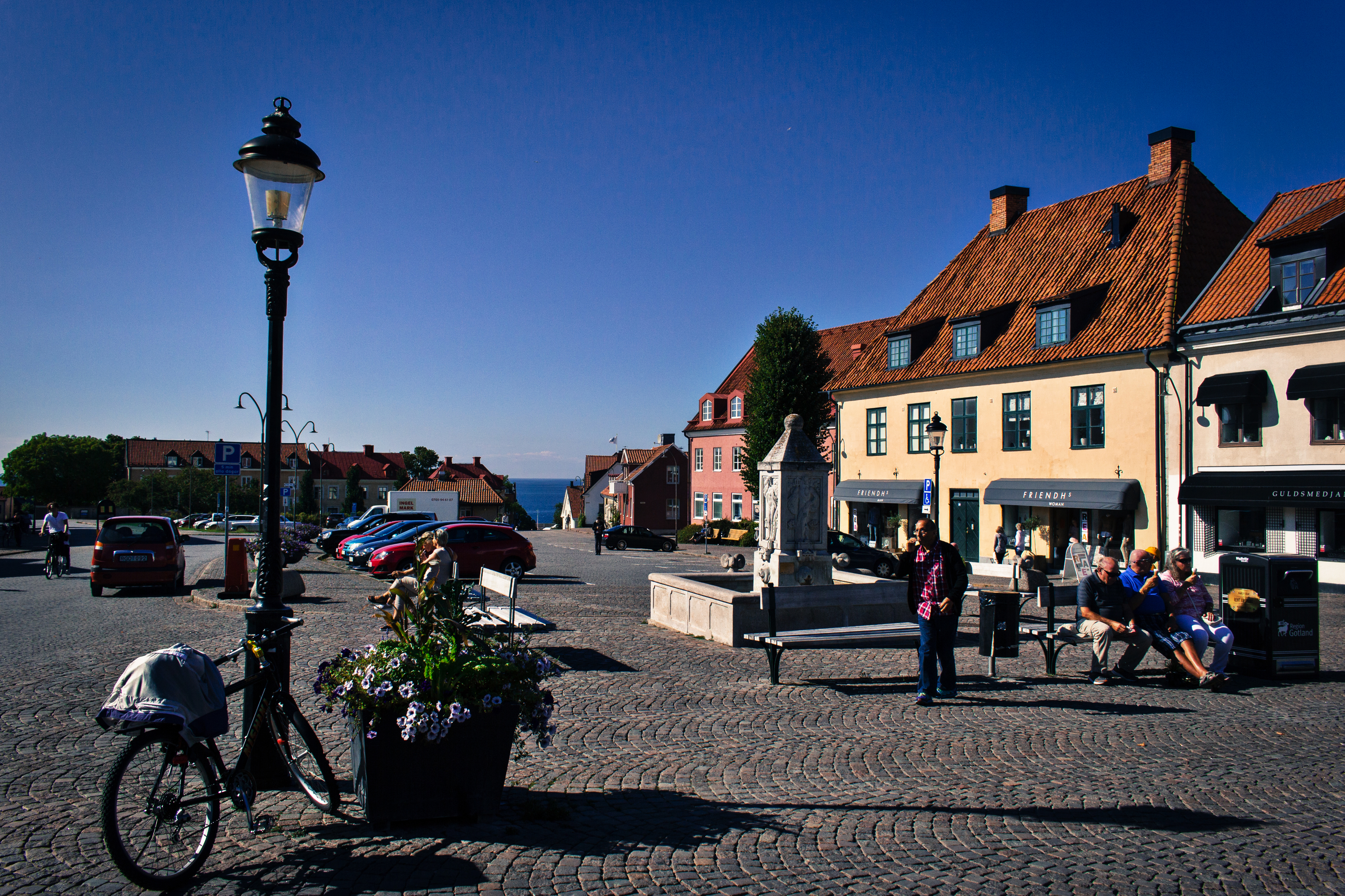
Södertorg, Visby

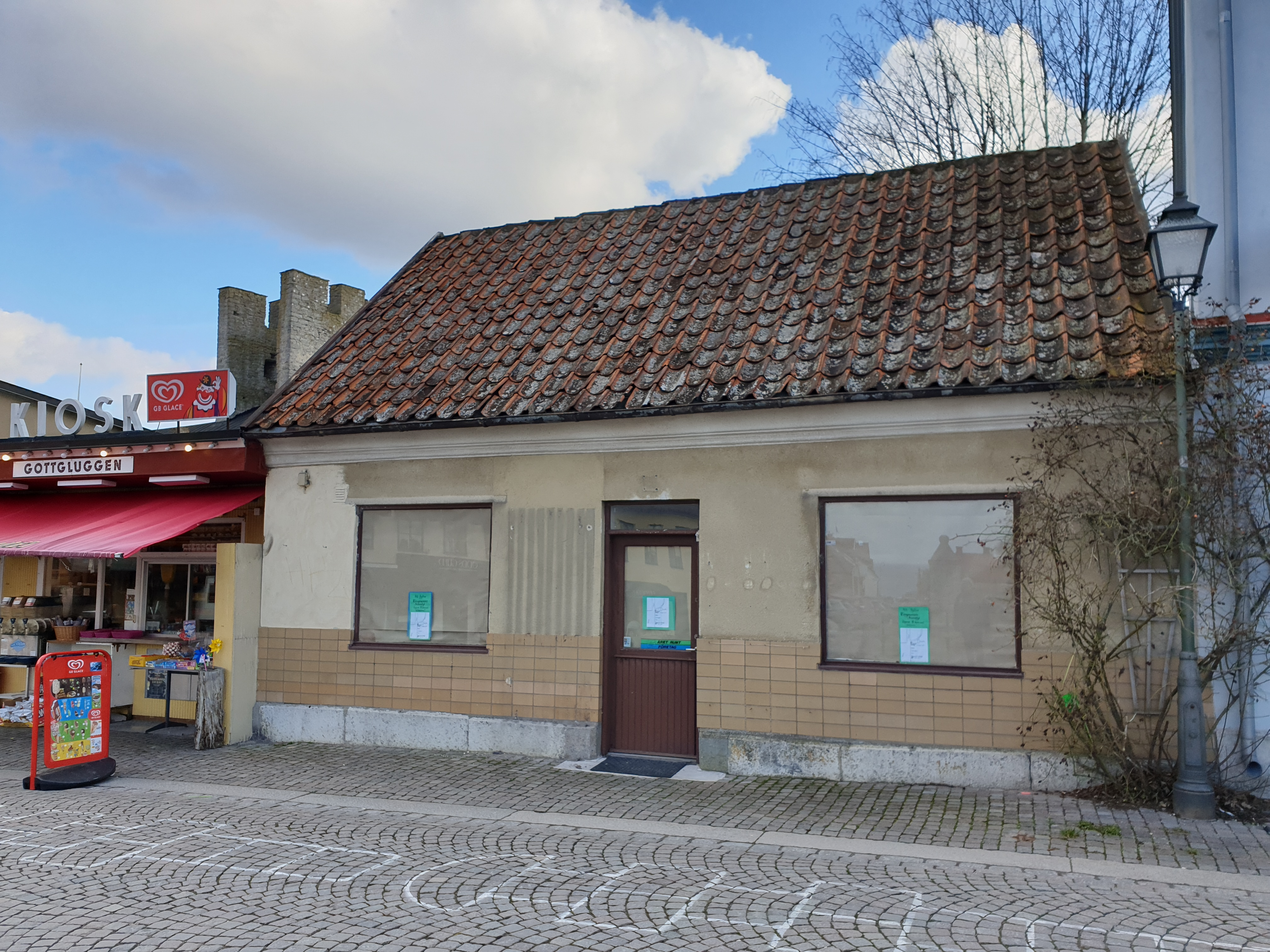
Bulhuset vid Södertorg

Visby Springbrunn skapades 1916 av Carl Fagerberg på begäran av Gotlands bank. Springbrunnen placerades på S:t Hansplan. Under en renovering ledd av István Varga flyttades springbrunnen till Södertorg. En boulebana med bar för enklare servering uppfördes 2019 för att få torget mer folkligt.

## Skandalhusen
Det finns två så kallade skandalhus på torget, Södertorg 12 och Södertorg 14. Dessa två hus ligger granne med varandra.

### Södertorg 12
Södertorg 12 uppfördes 1910 och stack ut från den omgivande bebyggelsen med sin stora höjd, volym och storlek. Detta gjorde att det kom att kallas Skandalhuset på Södertorg. Under en omfattande brand 1957 fick byggnaden skador och efter en lång renovering kapades det en våning och fick en annan exteriör.

### Södertorg 14
Södertorg 14 uppfördes redan år 1750 och fungerade under en lång tid som gästgiveri. Under mitten på 1800-talet ägdes huset av sjökaptenen Karl Johan Procopé. Från 1940-talet till 1980 var byggnaden ett bageri och kafé innan det byggdes om till en kinarestaurang. Eftersatt underhåll 2021 har gjort att byggnaden omnämns som ett skandalhus.